# Stillende Mutter mit Kindern
Stillende Mutter mit Kindern ist eine Skizze von Cornelis Pietersz. Bega aus dem Jahr 1652. Die 181 Millimeter hohe und 232 Millimeter breite Genrezeichnung zeigt eine Mutter mit ihren vier Kindern. Die Kreidezeichnung befindet sich in der Sammlung des Städel Museum in Frankfurt am Main. 

## Bildbeschreibung
Bega zeigt eine sitzende Bauernfrau mit Kopftuch, die ihr Kleines stillt. Drei weitere Kinder beobachten die vertraute Szene, in den Blicken der stehenden Mädchen und dem sitzenden Jungen kommen unterschiedliche Haltungen zum Ausdruck. Das größere der Mädchen ist detaillierter dargestellt, sie ist barfuß und stemmt die linke Hand in die Hüfte; in ihrer rechten Hand trägt sie einen Krug. Der Kopf des Mädchens ist leicht geneigt, die Mimik ausgeprägt. Die Falten des Kleides sind deutlich zu erkennen, der Saum und die Ärmel sind leicht zerrissen.
Der Schauplatz der Szene ist das Innere eines Bauernhauses vor Holzbrettern mit blanker Erde oder ein Außenhof. Die Bildebene ist gleichmäßig und weich belichtet, ohne starke Kontraste.
Die Skizze ist unten rechts signiert und datiert: Cor.Begga 1652.

## Provenienz
Die Genrezeichnung stammt aus der Sammlung des Frankfurter Anwalts Johann Georg Grambs (1756–1817), der Gemälde, Zeichnungen und Drucke sammelte. Er vermachte 1817 seine Sammlung dem Städelschen Kunstinstitut.